# از داستان‌های عاشقانه بیزارم
«از داستان‌های عاشقانه بیزارم» (انگلیسی: I Hate Luv Storys) یک فیلم هندی در سبک کمدی رمانتیک است که در سال ۲۰۱۰ منتشر شد. از بازیگران آن می‌توان به عمران خان، سونام کاپور و سمیر سونی اشاره کرد.

## موضوع فیلم
«جی» به داستانهای عاشقانه اعتقادی ندارد. از طرفی «سمران» دختری است که عاشق خودش است و…